# أريوسية
الأريوسية (بالإنجليزية: Arianism) هي مذهب مسيحي وإحدى الطوائف التي لم يعد لها وجود في الوقت الراهن، تنسب إلى أريوس (حوالي 250 - 336) أحد كهنة الإسكندرية وتتمحور تعاليمها المختلفة عن سائر الطوائف في علاقة أقانيم الثالوث الأقدس ببعضها البعض، وطبيعة هذه الأقانيم. في العام 325 اعتبر أريوس هرطوقًا في مجمع نيقية الذي عقده الإمبراطور قسطنطين، وكان قد أدين قبلها في مجمع محلي عقد بالإسكندرية عام 316. ومجمع محلي آخر عقد في أنطاكية عام 320. لكن هذه الإدانة لم تكن نهائية إذ تمت تبرئة أريوس عام 335 في مجمع محلي عقد في صور، إثر اعترافه بصيغة قانون الإيمان الخاص بمجمع نيقية: موجود مع الآب قبل كل الدهور، وإن لم يناقش أو يذكر تتمة هذه العبارة: مساوٍ للآب في الجوهر. ظهرت خلال هذه الفترة مرحلة جديدة من الأريوسية أطلق عليها اسم نصف الأريوسية، لاحقًا قام مجمع القسطنطينية الأول عام 381 بوضع حرم نهائي على أي شكل من أشكال الأريوسية. إن تأخر الإدانة النهائية للأريوسية يعود بشكل أساسي للأباطرة الذين توالوا على عرش الإمبراطورية البيزنطية خلال فترة 325 إلى 381 إذ إن كلاً من قسطنطين الثاني وفالنس كانوا أريوسيين أو شبه أريوسيين. وعلى الرغم من أنّ الأريوسية في أعقاب مجمع القسطنطينية الأول قد انقرضت من الشرق، فإنها ظلت في الغرب خصوصًا في ألمانيا وبعض مناطق البلقان بنتيجة فرضها من قبل ملوك القوط الشرقيين على القبائل الواقعة تحت حكمهم، ولم تندمج في بنية الكنيسة الكاثوليكية الرومانية إلا تدريجيًا وبحلول القرن الثامن.
يرى بعض الباحثين أمثال ابن حزم، ونهاد خياطة أن أريوس كان موحدًا باعتبارهِ حصر صفات الألوهية المطلقة بشخص أو بأقنوم الأب، غير أن الرأي السائد لدى أغلب الباحثين أن أريوس وإن حصر الألوهية المطلقة بأقنوم الأب إلا أنه اعتبر الابن إلهًا يعبد بحق، وإن كان الروح القدس آلهة مرؤوسة لا تمتلك الكيان الإلهي المطلق الفريد. وبالتالي فقد طبقت الأريوسية الفلسفة اليونانية على المسيحية إذ إن الفلسفة اليونانية تحوي أنصاف وأشباه آلهة أيضًا. أطلق على الأريوسية في كتابات آباء الكنيسة عمومًا مصطلح العدميين لأن إيمانهم بالثالوث الأقدس احتوى على عقيدة خلق الابن من العدم أي أن يسوع والذي هو الأقنوم الثاني وكذلك الروح القدس قد خلقا من العدم بإرادة الأب، بمعنى وجود فاصل زمني بين وجود الأب ووجود الابن والروح القدس.
يقول الباحث الأب ميشال عون أن إحدى نتائج الأريوسية السلبية أنها فسحت المجال للأباطرة للتدخل في الشؤون الكنسية وتسييس اللاهوت خدمةً لمآربهم الشخصية.
ظهر في العام 1876 كنيسة الرسليين وانشق عنهم عام 1931 شهود يهوه، يرى البعض أن شهود يهوه وكنيسة الرسليين نوع جديد من أنواع الأريوسية، لكونهم يرفضون ألوهة المسيح الكاملة، ويتفقون أيضًا في نفي الدور المنسوب له في الخلاص. غير أن شهود يهوه يرفضون عقيدة الثالوث برمتها حتى ضمن صيغة أريوس ويرفضون أيضًا فكرة “نصف الإله” التي نادى بها.

## الأصل
تعليم أريوس يمكن تلخيصه بأنه خلال مرحلة ما من المراحل لم يكن الآب والابن والروح القدس متحدين ببعضهم البعض، فعلى الرغم من أن يسوع موجود قبل إنشاء العالم غير أنه قد خلق والروح القدس بأمر من الآب، أي أنه وإن كان إلهًا فإنه ليس إلهًا كاملاً وأقل من الله بنقطتي الأزلية والجوهر. بمعنى آخر أن الابن والذي يطلق عليه في اللاهوت اسم “الكلمة” كائن مخلوق من العدم بإرادة الآب. اعتمد أريوس على يوحنا 28/14: سمعتم أني قلت لكم أنا ذاهب ثم آتي إليكم. لو كنتم تحبونني لكنتم تفرحون لأني قلت أمضي إلى الآب. لأن الآب أعظم مني. كدليل على صحة عقيدته. وكذلك من سفر الأمثال 22/8: الرب أوجدني أول طريقه، قبل أعماله منذ القدم. سائر الطوائف المسيحية تضع نبؤة سفر الأمثال ضمن حديث كاتب السفر عن حكمة الله في حين أن آية إنجيل يوحنا تتعلق بناسوت السيد المسيح أي طبيعته الجسدية.

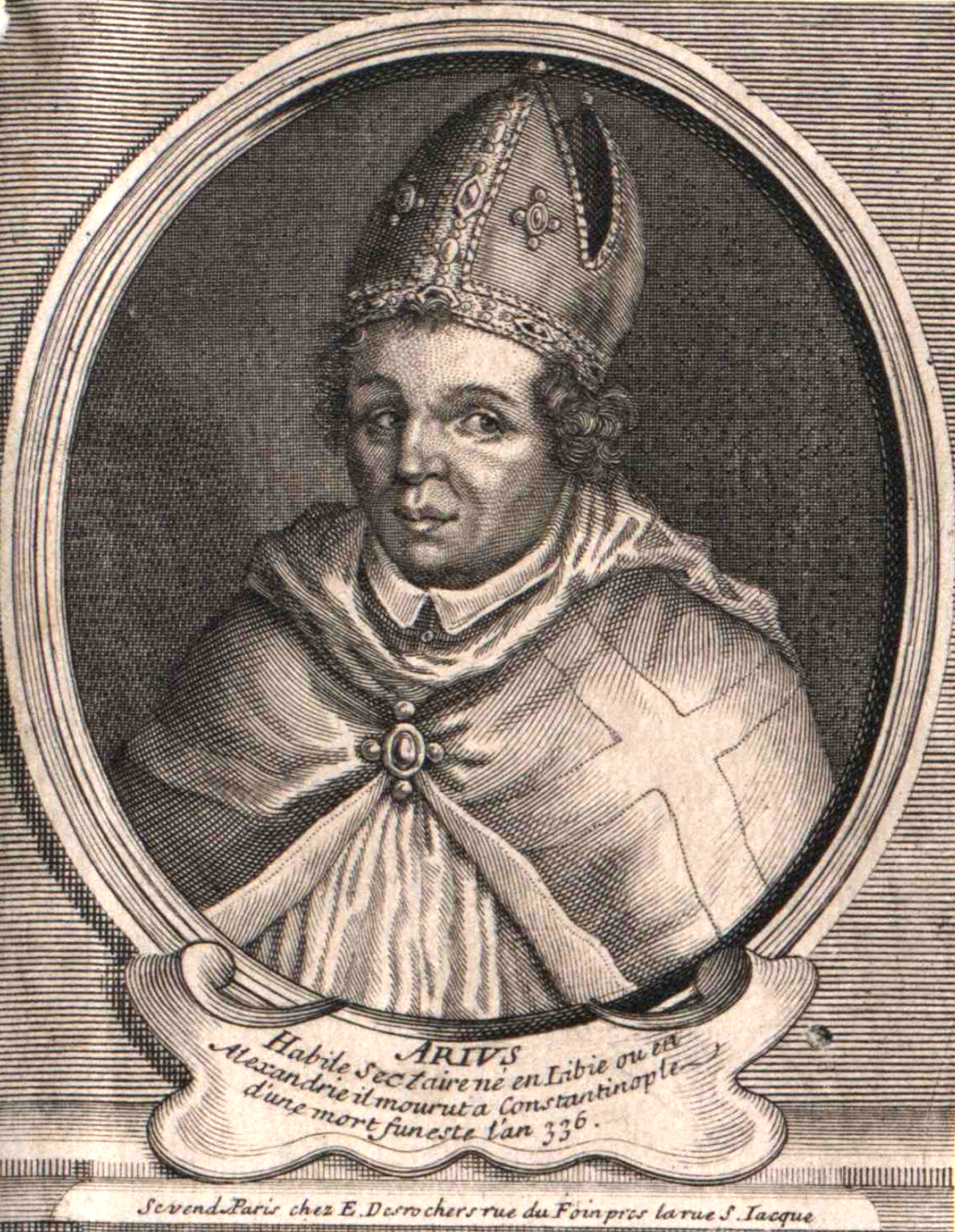
أريوس: موجد الأريوسية ومنها استقت اسمه، أثرت أفكار بولس السمساطي ولوقيان الأنطاكي في صياغته العقائد الأريوسية التي اعتبرت هرطقة في لغة الكنيسة الرسمية.

اعتبرت الأريوسية أول تحدٍ يواجه المسيحية منذ أن منحت الصفة الرسمية في مرسوم ميلانو عام 313 خلال عهد الإمبراطور قسطنطين، كذلك اعتبرت أعظم جدل لاهوتي في تاريخ المسيحية. بدأ الجدل الأريوسي نهاية القرن الثالث على يد أريوس الذي درس في كل من أنطاكية والإسكندرية، وتتلمذ في مدرسة لوقيان الأنطاكي الذي كان ينحو تجاه إنكار ألوهة المسيح، بكل الأحوال فإن عقيدة الثالوث الأقدس بما فيها ألوهة المسيح ترجع لما قبل مجمع نيقية وظهرت في كتابات آباء الكنيسة منذ بداية القرن الثاني، لذلك فلا يمكن اعتبار الثالوث الأقدس أو ألوهة المسيح قد ابتكرا في مجمع نيقية عام 325. كما لا يمكن نسب الفكر الأريوسي للمدرسة الأنطاكية إذ بطريرك [وضح من هو المقصود ؟] مركلوس وأساقفته قاوموا أريوس وحرموه في مجمع خاص انعقد في المدينة عام 320. فأصول الفكر الأريوسي تعود لبولس السمساطي ولوقيان الأنطاكي اللذان اعتقدا بخلاف طبيعة الابن عن طبيعة الآب.
استمر الجدل الأريوسي ليشمل القرن الرابع برمته، وتدخل فيه جميع الأساقفة والكهنة والرهبان إلى جانب العائلة الإمبراطورية في روما، كذلك فإن أغلب ملوك القوط الشرقيين دعموا المذهب الأريوسي، وفرضوه في بلدانهم بالقوة، ففهم دوافع الحركة الأريوسية والأحداث اللاحقة لإدانتها في مجمع نيقية لا يمكن دون ربطها بالظروف السياسية في الإمبراطورية الرومانية الغربية وهذا ما يفسر اندثار الأريوسية في الإمبراطورية البيزنطية في أعقاب مجمع القسطنطينية الأول عام 381 وبقاء بعض القبائل الجرمانية واللومباردية في ألمانيا ذات إيمان أريوسي أو نصف أريوسي حتى القرن الثامن.

## المعتقدات

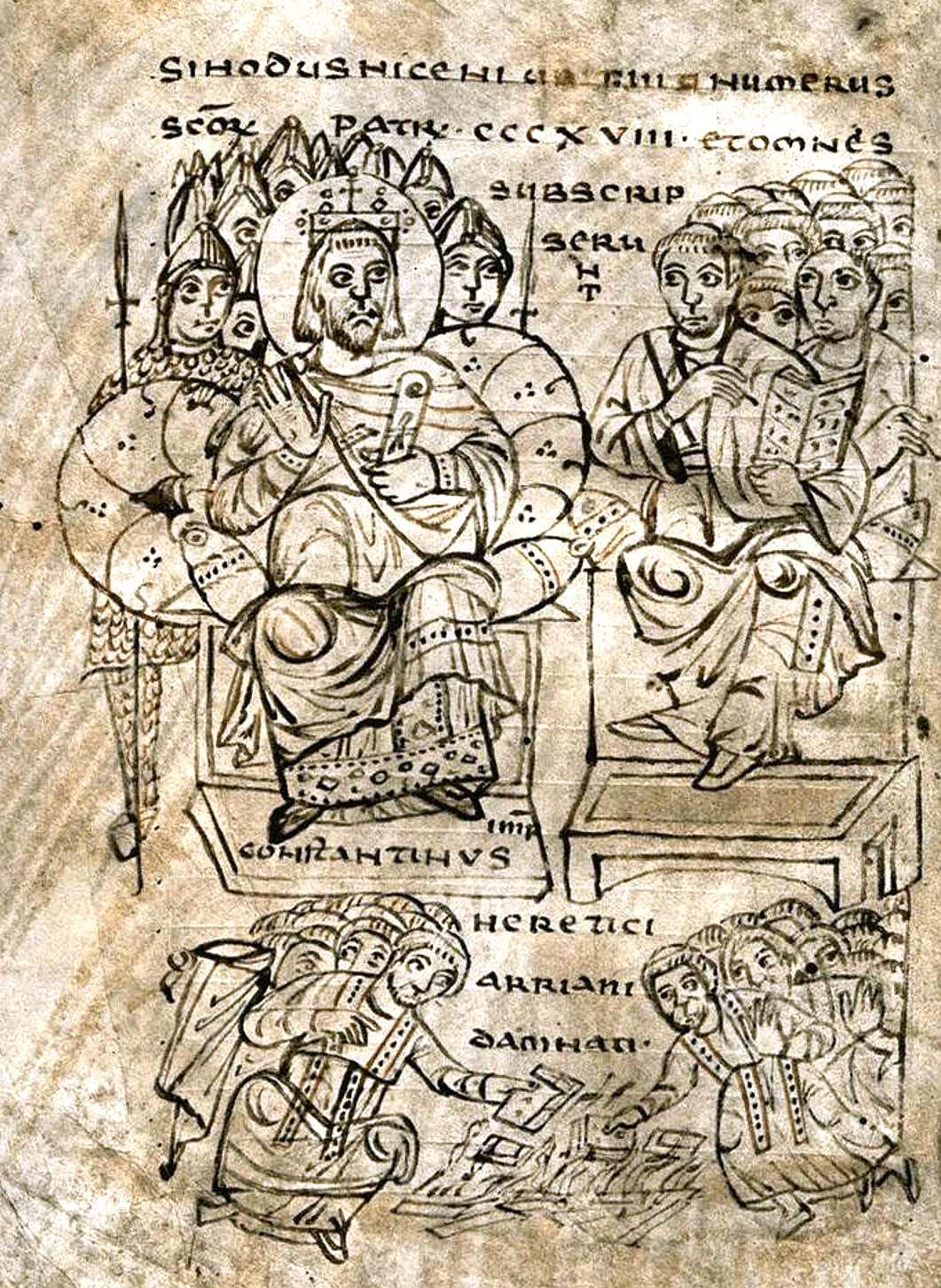
رسم يعود لعام 825 يظهر الإمبراطور قسطنطين يحرق كتبًا ومؤلفات أريوسية.

إن معظم الكتابات الباقية عن الأريوسية اليوم لم تكتب من قبل أريوسيين، لذلك فإن تحديد مفهوم “الله الآب” كما نادى به أريوس في القرن الرابع لا يمكن تحديده بدقة. هناك رسالة تعتبر هامة في هذا المجال وجهها أريوس بنفسه إلى الأسقف يوسابيوس النيقوميدي الذي يشاطره إيمانه، وتعتبر شرحًا وافيًا للعقيدة، هناك أيضًا كتابات لأحد أساقفة ميلانو الأريوسيين في القرن الرابع يوضح أن معتقدات المذهب. بشكل عام يمكن تحديد نقاط الخلاف بين المسيحية الرسمية وأريوس والتي أدت في النهاية إلى وصمه بالهرطقة باعتباره الأزلية للآب وحده، واعتبار الابن والروح القدس خاضعين للآب ومن غير جوهره، رغم أنه قبل في مرحلة لاحقة بعبارة “شبيهين بجوهره” وكذلك قبل في مرحلة لاحقة مفهوم “موجود مع الآب قبل كل الدهور”. الأريوسية تؤمن أن الابن والروح القدس أنصاف آلهة مقابل الآب وهو الإله الكامل المطلق، غير أنها تؤمن بأنه عن طريق الابن خلق العالم وعمِل الآب.
يقول أريوس في رسالته الموجزة إلى يوسابيوس النيقوميدي:
| أريوسية | إن منهم من يقول أن الابن هو تجشؤ الله، والبعض الآخر أنه إنتاج الله، والبعض الآخر أنه أبدي أيضًا، وهذا هو ما لا نستطيع قبوله أو الاستماع عليه. على الرغم من أنه قد حكمنا بالهرطقة وقتل منا الآلاف، لكننا نقول ونعتقد، كما تعلم وتعلّم، أن الابن ليس أبديًا ولا في أي شكل من الأشكال، بل هو جزء من الأبدي. فالله كامل ووحيد وثابت. إننا مضطهدون لأننا نقول أن للابن بداية لكن الآب هو البداية. | أريوسية |

### الثالوث لدى أريوس

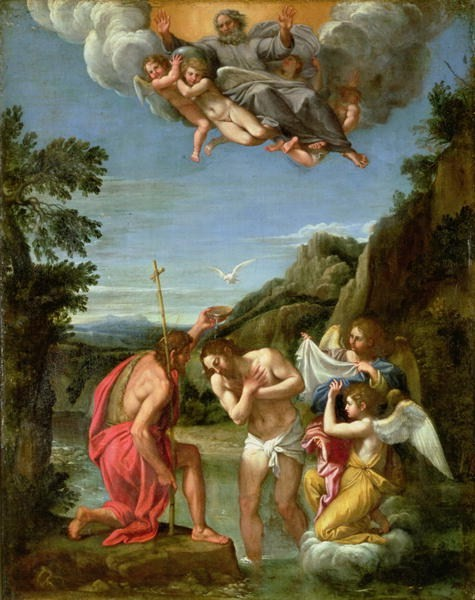
أيقونة معمودية يسوع، بريشة فرانسيسكو ألباني عام 1600، حيث حسب متى 3/ 16-17 ظهر الثالوث مجتمعًا وقت العماد: الثالوث الأريوسي خليق وغير متساو بالجوهر ولذلك حكم على الأريوسية بالهرطقة والمروق.

اعتبر أريوس أن الآب والابن والروح القدس يشكلون ثلاثة أقانيم متباينة فيما بينها، حيث الروح القدس يخضع للابن الذي بدوره يخضع للآب. وعلى الرغم من أن الأقانيم الثلاثة تشترك في الطبيعة الإلهية غير أن هذه الطبيعة متباينة في جوهرها. إن مفهوم الأريوسية يرتكز على نظرية المرؤوسية، فهو يقول إن الكلمة الابن والروح القدس ينبثقان من الآب ويقبلان منه كيانهما، إذ يعطي ذاته لهما، إنما بدءًا لم يكن أصل لهما وبالتالي يظلان بصورة ما مرؤسين، فهم وإن كانوا آلهة لا يمتلكون الكيان الإلهي المطلق الفريد. فبحسب أريوس إن الآب ذو جوهر متعالي وأرفع من الابن الذي بالرغم من كونه إلهًا يبقى في درجة أقل منه في السلطة والمجد.

### أزلية الآب وحده
حسب العقيدة الأريوسية، فإنه لو كان الابن أزليًا، فإن هذا سيقود حكمًا لاعتباره كما الآب مبدأً وأساسًا لكل مخلوق، وبما أن العقل لا يمكن أن يقر بمبدأين وأساسين فالابن إذًا بالرغم من أنه موجود قبل كل الخليقة وقبل كل الأزمنة، إلاأنه يرتبط بالآب الذي كان قبله وأخذ منه كيانه؛ هذا يعني أن الابن لم يكن موجودًا في وقت من الأوقات، أي أنه والروح القدس لا يشتركان مع الآب في صفة الأزلية.

### الابن الخليق وجوهره
حسب العقيدة الأريوسية فإنه لو كان الابن أزليًا فإن هذا سيقود لاعتباره كما الآب مبدأً وأساسًا لكل مخلوق، وبما أن العقل لا يمكن أن يقر بمبدأين وأساسين فالابن إذًا بالرغم من أنه موجود قبل الخليقة وقبل الأزمنة، إلا أنه يرتبط بالآب الذي كان قبله وأخذ منه الابن كيانه. هذا يعني ابن الابن لم يكن موجودًا والروح القدس في وقت من الأوقات، أي أن الأقنومان الثاني والثالث لا يشتركان مع الأقنوم الأول في الصفة الأزلية.
رفضت الأريوسية أيضًا القول بأن الابن من الآب، أي أنه من طبيعة الآب وعندما قبل أريوس في مرحلة لاحقة بالمصطلح الذي حدده مجمع نيقية: مولود من الآب، إثر محاولات قسطنطين الأول توحيد الكنيسة، فإنه حافظ على مبدأ الخلق أي أنه لم يقبل المصطلح وفق الجوهر الذي أرساه مجمع نيقية. فالابن “ولد” بمعنى “خلق” من الآب مباشرة أما سائر المخلوقات الأخرى فقد خلقت بالابن وبإرادة الآب.
حسب أريوس فإنه لو كان الابن مخلوقًا ولو كانت الطبيعة الإلهية غير قابلة للتغير والفساد فإن منح الآب جوهره أو جزءًا منه للابن سيؤدي إلى انقسام الطبيعة الإلهية الغير منقسمة أصلاً، لذلك فقد رفض أريوس وأتباعه مبدأ “الجوهر الواحد”. مجمع نيقية وإن أشار إلى صفة الولادة فهي لا تأتي كما أرادها المجمع بمعنى الخلق، فقانون الإيمان النيقاوي ينص على: مولود غير مخلوق أي انّ صفة الولادة استخدمت، منا خطب البابا ألكسندروس حفاظًا على جوهر الابن الإلهي. فمن المعروف أنه بالولادة يكون المولد من جوهر والده أي أصله، وبالتالي فإن استخدام مصطلح: مولود من الآب قبل كل الدهور كما جاء في قانون الإيمان النيقاوي لا يشير إلى الخلق بل إلى أن الآب والابن من جوهر إلهي واحد، ما دعي في اليونانية: هومسيوس بمعنى أن الابن من ذات جوهر الآب. اقترح أريوس أن يضاف حرف إلى مصطلح هوميسوس بحيث يصبح معناها محورًا من ذات جوهر إلى شبيه جوهر.
ملخص تعليم أريوس حول الابن الكلمة، هو كما يوضجه الأب الباحث ميشال عون: إن الكلمة موجود بفعل إرادي من الآب، ولكونه مخلوقًا فهو بطبيعة قابلة للتغير جسدًا ونفسًا، إنه دون شك أدنى من الآب، ولكنه أقدس جميع الخلائق، إذ لا يمكن أن يخلق كائن أعلى منه. جواب مجمع نيقية جاء حازمًا: الابن والروح القدس أزليان ومن ذات جوهر الآب. عمومًا فإن النقاد واللاهوتيين المعاصرين يأخذون على أريوس عدم تطرقه لموضوع ألوهة الروح القدس. فحتى الشواهد التي ركن إليها أريوس تستند إلى الابن من دون التطرق لموضوع الروح القدس.
سوى ذلك فإن الأريوسية فسرت مصطلح “ابن الله” الذي يزخر به العهد الجديد بطريقة مغايرة للطريقة المتبعة لدى سائر الطوائف، فالطوائف المسيحية عمومًا تشير إلى أن مصطلح “ابن الله” هو إشارة إلى كون يسوع وهو “الابن المتجسد” و“الكلمة التي أخذت جسدًا” من ذات جوهر الآب، ولا يشير المعتقد المسيحي إلى أنه “ابن” أو “الابن” بالمعنى البشري المتعارف عليه. أما أريوس فقد وجد أن البنوة لله كما وردت في العهد الجديد ليست إلا تبنيًا: الآب تبنى الابن منذ خلقه وفكرة التبني هذه استوحاها أريوس إلى جانب الفلسفة اليونانية من بولس السمساطي.
على الرغم من ذلك فإن اعتبار الأريوسية مسيحية لاثالوثية ذات عقيدة شبيهة بصيغة التوحيد في الإسلام تبدو غير دقيقة، ذلك لأن الأريوسية اعترفت بألوهة المسيح وإن يكن هذا اللاهوت مكتسبًا وليس أصلاً فيه:
| أريوسية | اعتبر أن اللوغوس (الكلمة، يقصد بها يسوع) إله، ولكنه إله مخلوق وليس من جوهر الآب. وإنه كائن وسيط بين الله الإله الحقيقى (الآب) وبين العالم المخلوق لأنه لا يليق أن يتصل الله بالخليقة، وأنه أسمى من أن تكون له علاقة مباشرة بالخليقة. فكيف يخلق الله العالم أو المادة وهو منزه عن هذا؟ لذلك استخدم اللوغوس –وهو كائن أقل وأدنى من الله- كأداة لخلق العالم. وبهذا فلسف عبارة "كل شئ به كان" (يوحنا 1: 3). وقال أن هذا الكائن الوسيط والأدنى لا يمكن أن يكون مساو لله في الجوهر والأزلية. | أريوسية |

## مجمع نيقية الأول

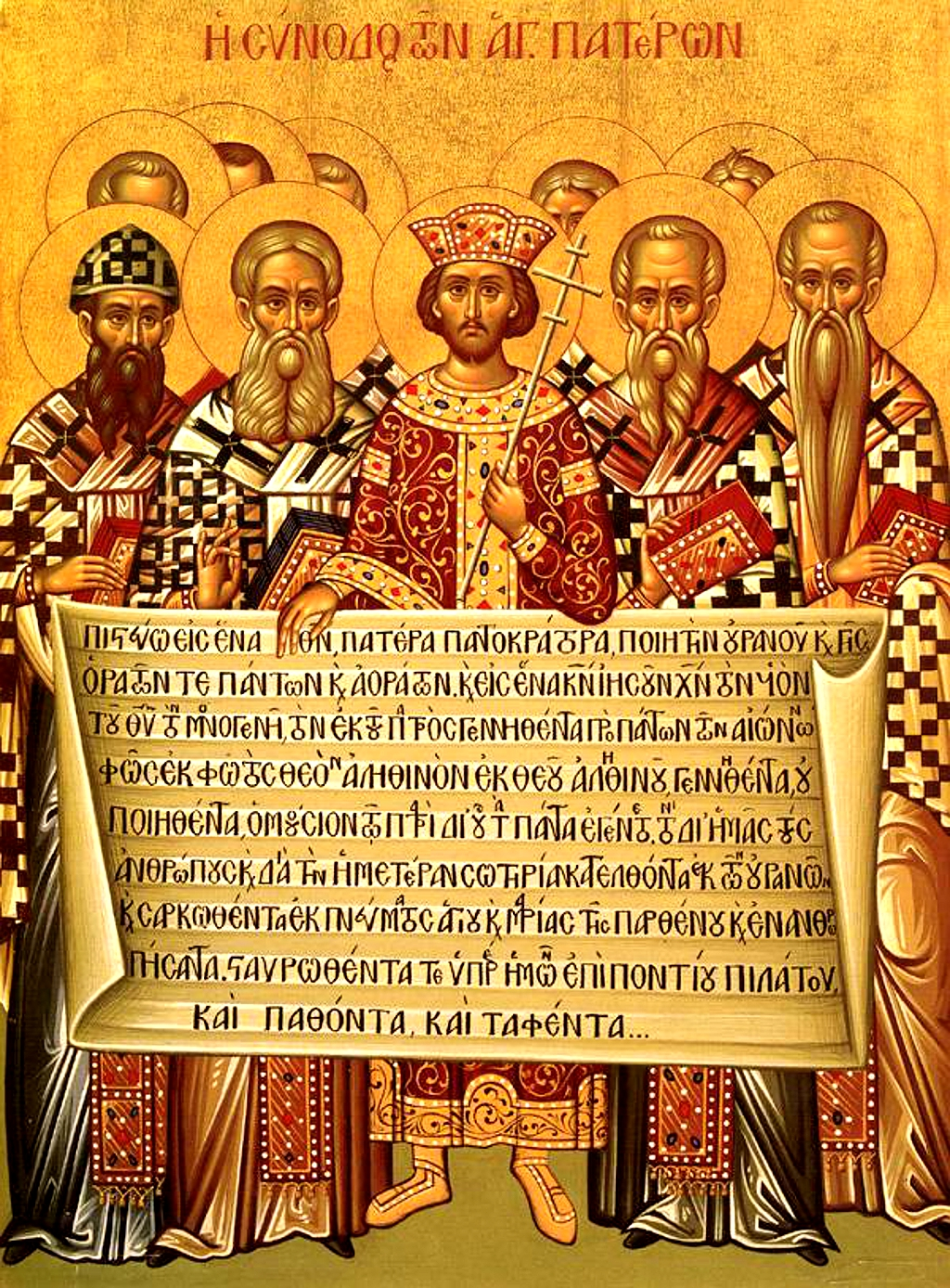
الإمبراطور قسطنطين محاطًا بالأساقفة آباء مجمع نيقية ويمسكون قانون الإيمان الذي شهره المجمع في 19 يونيو 325.

في عام 321 ندد مجمع الإسكندرية المقدس بتعاليم أريوس وأعلن أنها هرطقة وابتداع في شرح علاقة الآب بالابن، تزامنت دعوة مجمع الإسكندرية المقدس مع تزايد تأثير أريوس وأتباعه في الحوض الشرقي للبحر الأبيض المتوسط وانتشار أفكارهم اللاهوتية فيه. في عام 325 كان الجدل قد وصل حدًا دفعت الإمبراطور قسطنطين للدعوة إلى أول مجمع مسكوني عقد في مدينة نيقية بحضور 318 أسقفًا ورئاسة ألكسندروس الأول بطريرك الإسكندرية وأوسابيوس القرطبي أسقف إسبانيا. لدى بداية أعمال المجمع كان 22 أسقفًا مؤيدًا ألكسندروس الأول القائل بان للابن نفس طبيعة ومادة الآب أي أنه إله كامل أبرزهم القديس أثناسيوس الذي غدا بابا الإسكندرية فيما بعد، في حين كان 16 أسقفًا مؤيدًا لأريوس أبرزهم أوسابيوس أسقف نيقوميدية وثيوانس أسقف نيقية وماس أسقف خليقدونية، المدافعين عن وجهة نظر أن للابن لاهوت مكتسب، سائر الأساقفة لم يكونوا قد حددوا رأيهم في القضية بعد. كذلك فقد كان بين الحضور عشرة فلاسفة لإبداء نظرة العلوم في القضية المطروحة. افتتح المجمع في 20 مايو بحضور الإمبراطور قسطنطين الذي تلا بنفسه خطبة الافتتاح وختم أعماله في 14 يونيو وأصدر قانون الإيمان في 19 يونيو في حين احتفل بالحفل الختامي في 25 أغسطس.
يذكر التاريخ أن الجلسة الأولى للمجمع كانت صاخبة للغاية، حاول كلا الفريقان خلالها التشويش لدى إبداء وجهة النظر الأخرى، ولم يهدأ الحال إلا في أعقاب تدخل قسطنطين في الجلسة الثانية، النقاشات التي دارت، أفضت إلى أن الآب والابن ذو جوهر واحد، أسقفان فقط من الأساقفة الذين حضروا مجمع نيقية رفضوا الاعتراف والتوقيع على قانون الإيمان الذي صاغه، وبالتالي فقد كانت قرارات المجمع قد اتخذت بالإجماع. قانون إيمان مجمع نيقية والذي لا يزال مستعملاً حتى اليوم في مختلف الكنائس، اعترف بشكل صريح بان الآب والابن والروح القدس متساوون في الجوهر ومن طبيعة واحدة هي الطبيعة الإلهية: إله من إله، نور من من نور، إله حق من إله حق، مولد غير مخلوق، مساوٍ للآب في الجوهر. كذلك فقد أدان الأريوسية رسميًا:
| أريوسية | أما أولئكَ الذين يقولون: «كان هناك وقتُ فيه الكلمة لم يكن» و«قبل أن يولَد لم يكن» و«بأنّهُ صُنِعَ ممّا هو غير موجود» أو يقولون عن الله أنهُ من جوهرٍ أوكيانٍ آخر أو أنه متحولٌ أو متغَيِّرٌ، أولئك الكنيسة الجامعة تحرمهم. | أريوسية |

على الرغم من التزام قسطنطين في تنفيذ ما حددته الكنيسة في مجمع نيقية غير أنه كان عازمًا أيضًا على تهدئة الوضع حفاظًا على الوحدة السياسية للإمبراطورية، فأخذ يلين مع من قام المجمع بحرمهم بدءًا من يوسابيوس أسقف نيقوديمية وكذلك ثيوناس بعد أو وقعوا على قانون إيمان اعترف بأن الابن موجود منذ الأزل لكنه لم يتطرق لموضوع مساواته بالآب. وبعد عودة أنصار أريوس أخذ الإمبراطور بالتمهيد لعودة أريوس نفسه فعقد في سبيل ذلك مجمع محلي في [وضح من هو المقصود ؟] عام 335، غير أن المجمع أدان القديس أثناسيوس الذي غدا بطريرك الإسكندرية. فقام قسطنطين بنفي القديس أثناسيوس لكونه كان ضد أي مصالحة مع أريوس، وعندما تحين أريوس العودة إلى مصر توفي على الطريق، بينما كانت الصلوات ترفع في كنائس مصر المؤيدة للقديس أثناسيوس طالبة موته، البعض الآخر من الباحثين يرى أن معارضيه قد قتلوه مسمومًا؛ أما يوسابيوس أسقف نيقوميدية وثيوانس ظلوا في القسطنطينية وإلى جانب الإمبراطور، وعندما اعتمد قسطنطين قام بتعميده يوسابيوس أسقف نيقوميدية.
وقد تطرق المؤرخون العرب لموضوع الأريوسية ومجمع نيقية بعد الإسلام، فيقول المقزيزي في كتابه “المواعظ والاعتبار”:
| أريوسية | وأكرم قسطنطين النصارى ودخل في دينهم بمدينة نيقومديا في السنة الثانية عشرة من ملكه على الروم، وأمر ببناء الكنائس في جميع ممالكه وكسر الأصنام، وهدم بيوتها، وعُمل المجمع بمدينة نيقية، وكتب بذلك إلى جميع البطاركة، فمضى آريوس إلى الملك قسطنطين ومعه أسقفان، فاستغاثوا به وشكوا الإسكندروس فأمر بإحضاره من الإسكندرية، فحضر هو وآريوس وجمع له الأعيان من النصارى ليناظروه، فقال آريوس كان الآب إذ لم يكن الابن، ثم أحدث الابن فصار كلمة له، فهو محدث مخلوق فوّض إليه الآب كلّ شيء، فخلق الابن المسمى بالكلمة كلّ شيء من السموات والأرض وما فيهما، فكان هو الخالق بما أعطاه الآب، ثم إن تلك الكلمة تجسدت من مريم والروح القدس فصار ذلك مسيحاً فإذا المسيحِ معنيان كلمة وجسد، وهما جميعاً مخلوقان. فقال الأسكندروس أيما أوجب، عبادة من خَلقَنا أو عبادة من لم يخلقنا؟ فقال اريوس بل عبادة من خلقنا أوجب. فقال الأسكندروس: فإن كان الابن خلقنا كما وصفت وهو مخلوق فعبادته أوجب من عبادة الأب الذي ليس بمخلوق، بل تكون عبادة الخالق كفراً وعبادة المخلوق إيماناً، وهذا أقبح القبيح، فاستحسن الملك قسطنطين كلام اسكندروس وأمره أن يحرم آريوس فحرمه. | أريوسية |

## التطورات اللاهوتية اللاحقة

### ظهور شبه الأريوسية

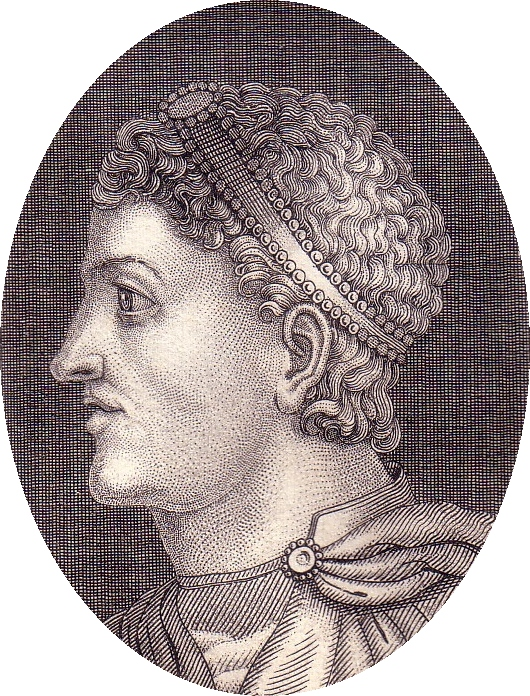
رسم للإمبراطور ثيودوسيوس الأول، الذي دعم عقيدة مجمع نيقية مزيلاً دعم البلاط الإمبراطوري عن الحركة الأريوسية، ما ساهم في انقراضها.

حافظ قسطنطين على علاقة محايدة من الطرفين إثر مجمع نيقية عام 325. إثر وفاة قسطنطين عام 337 فتح تولي قسطنطين الثاني عرش الإمبراطورية البيزنطية لظهور المزيد من الجدل، لكون الإمبراطور الجديد ميالاً للعقيدة الأريوسية أكثر من غيرها، وعين يوسابيوس النيقوميدي مستشارًا لاهوتيًا له وبطريركًا للقسطنطينية، فغدا يوسابيوس النيقوميدي رئيسًا للتيار الأريوسي بعد وفاة أريوس. إثر توليه السلطة أصدر قسطنطين الثاني عفوًا عن جميع الذين حرمهم مجمع نيقية وعندما سيطر على الإمبراطورية الرومانية الغربية مدد نفوذ المذهب ليشمل أوروبا وفرضه بالقوة من خلال نفي البابا ليبريوس وتعيين فيليكس الثاني كبابا والذي اعتبر بابا مضاد أو مزيف في تاريخ الكنيسة، لأنه لم ينتخب وفق الشرائع المعمولة.
شجع ذلك بعض اللاهوتين، العمل لإيجاد صيغة جديدة متوسطة بين الموالين والمعارضين لما تم إقراه في مجمع نيقية، الخلاف الجوهري بات حول مصطلح مساو للآب في الجوهر أي أن الابن من ذات طبيعة الآب أم من غير طبيعته، على الرغم من دعمه «شبه الأريوسية» فقد اضطهد قسطنطين الثاني الأريوسية المطلقة وحذر من التعليم باسم أريوس، وهذه إحدى وجوه الخلاف بين الأريوسية وشبه الأريوسية، فبينما قدرت الأريوسية أريوس سعت شبه الأريوسية للابتعاد عن أي ذكر له، تعددت المجامع التي ناقشت قضية طبيعة الثالوث الأقدس فعقد مجمع سردينا عام 343 ومجمع سيرميوم عام 358 ومجمع في ريميني عام 359 وكذلك في سلوقية عام 359. وظهر ما لا يقل عن أربع عشر صيغة مختلفة بين 340 و360 تشرح طبيعة الثالوث الأقدس، ما دفع القديس جيروم لقول: استيقظ العالم متأوهًا، ليجد نفسه أريوسيًا.

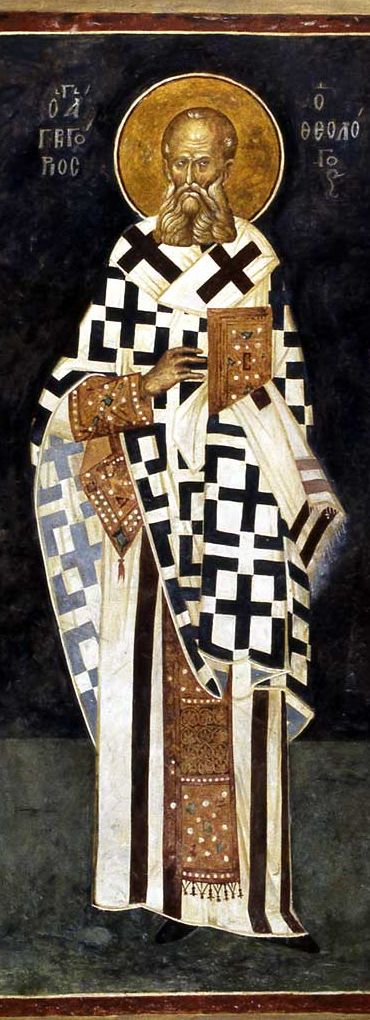
القديس غريغوري النزنيري، بطريرك القسطنطينية المنافح عن صيغة نيقية في الإيمان.

توفي قسطنطين الثاني عام 361 وخلفه جوليان المائل نحو الوثنية، وأصدر عام 362 مرسومًا ألغى به مرسوم ميلانو الذي منح الحرية الدينية للمسيحيين وحظر التعليم عليهم، ثم افتتح موسمًا جديدًا من الاضطهاد معيدًا الوثنية دينًا رسميًا للإمبراطورية من جديد، ما أحدث نوعًا من التقارب بين عقيدة مجمع نيقية والعقيدة شبه الأريوسية. اضطر جوليان الذي يلقب في التاريخ “بالجاحد” العودة عن مرسومه عام 362 وأصبح فالنس إمبراطورًا عام 363 فسعى لفرض شبه الأريوسية بالقوة، فنفى عددًا من الأساقفة أمثال هيلاري من بواتييه وقام باضطهاد أنصار مجمع نيقية. يقول الباحث الأب ميشال عون أن الأباطرة الداعمين للعقيدة الأريوسية هم من ساهموا في بقائها حيّة إثر إدانة مجمع نيقية لها، أسباب دعم الأباطرة للعقيدة الأريوسية يعود لأسباب مختلفة: قسطنطين الأول أراد الحفاظ على وحدة الإمبراطورية، في حين كان قسطنطين الثاني مقتنعًا بها وجوليان سعى لإلغاء المسيحية برمتها أما فالنس فلكونه مقتنعًا بالأريوسية أيضًا وربما لكسر شوكة البطاركة ورجال الدين المسيحيين المؤيدين لمجمع نيقية خصوصًا في مصر أمثال القديس أثناسيوس و[وضح من هو المقصود ؟]، وتدجين صلاحياتهم الآخذة بالنمو، وفي سبيل ذلك قام الإمبراطور بنفي أغلبهم إلى المناطق النائية من الإمبراطورية. توفي فالنس عام 378 وأصبح ثيودوسيوس الأول إمبراطورًا فقام بحسم الجدل من خلال وقوفه إلى جانب مجمع نيقية ودعا إلى مجمع مسكوني آخر انعقد عام 381 هو مجمع القسطنطينية الأول.

### مجمع القسطنطينية الأول
حسب شهادة المؤرخين القدماء فإن مقدونيوس بطريرك القسطنطينية والذي أصبح عام 342 بطريركًا أريوسيًا بجهود البلاط الإمبراطوري أنكر ألوهة الروح القدس بالمطلق غير أنه اعترف بألوهة الابن فقام الأريوسيون بعزله لاحقًا، خلال تلك الفترة نفسها ألف باسيليوس الكبير عام 375 كتابًا في ألوهة الروح القدس بين فيه مواضع ألوهته في الكتاب المقدس، بكل الأحوال فإن وضع المسيحية نهاية القرن الرابع كان سلسلة من العقائد أبرزها مجمع نيقية والأريوسية إلى جانب الأبولينارية والبيلاجية و“التربيك” التي أنكرت ألوهة الروح القدس، ثيودوسيوس الأول كان مناصرًا لعقيدة مجمع نيقية رغم أن السائد في عاصمته كانت الأريوسية، وبعد يومين من توليه السلطة في 24 نوفمبر 380 عزل هومنيان البطريرك الأريوسي وعين بدلاً منه القديس غريغوري النيزنزي، ثم أصدر في فبراير 381 مرسومًا بالاعتراف بعقيدة بابا روما وبابا الإسكندرية وهي عقيدة مجمع نيقية كعقيدة رسمية في الإمبراطورية، ودعا لعقد مجمع في العاصمة للبت في سائر القضايا العالقة، وتكاثر العقائد والصيغ الإيمانية.
| نُهرطق آريوس وإفنوميوس، اللذين يتساويان في الكفر وإن اختلفا في الكلام، ويؤكدان أن الابن والروح القدس هما خليقتان. |
| —مجمع روما، 382.                                                                                                 |

حضر المجمع 150 أسقفًا برئاسة القديس ملاتيوس بطريرك [وضح من هو المقصود ؟]، ولم يحضر المجمع [وضح من هو المقصود ؟] من روما لصعوبة الطريق غير أنه وافق على جميع مقررات المجمع، خلال مجمع خاص عقده في روما عام 382. أقر المجمع هرطقة أوسابيوس الذي اعتقد بأن الثالوث الأقدس أقنوم واحد وكيان واحد، وكذلك هرطقة أبولينار أسقف اللاذقية الذي اعتقد بأن الروح البشرية في يسوع قد حلت مكانها الروح الإلهية، وكذلك بهرطقة مقدونيوس الذي اعتقد بأن الروح القدس ليس أقنومًا خاصًا. في الشق الأريوسي اعتبر المجمع أن الصيغة التي حددها مجمع نيقية في الإيمان هي الصيغة الوحيدة الشرعية، وحكم بهرطقة أي قائل بعدم كون الابن من جوهر الآب. إثر مجمع القسطنطينية الأول انتهى الجدل الأريوسي في الشرق نهائيًا، ولم تعد الأريوسية بتلك القوة، إذ أنها فقدت دعم البلاط الإمبراطوري لها. بكل الأحوال يشير عدد من الباحثين أن بضعًا من القبائل العربية القاطنة جنوب بلاد الشام ظلت أريوسية حتى زمن البعثة النبوية أي بداية القرن السابع، أما في ألمانيا فقد ظلت بعض المناطق أريوسية بدعم ملوك القوط الشرقيين حتى القرن الثامن وإن لم يكن للأريوسية في مجمع القسطنطينية الأول أي قوة تذكر، كما كانت قبله.

## انقراض الأريوسية
خلال تعاقب أباطرة وبطاركة موالين للأريوسية في بطريركية القسطنطينية المسكونية، استغل الأمر للتبشير في الأريوسية في المناطق التي لم تعتنق المسيحية بعد والواقعة إلى الشمال من نهر الدانوب، وعزز نجاح المبشر ألفيلاس في تحويل الشعوب الجرمانية إلى العقيدة الأريوسية موقع هذه العقيدة في الإمبراطورية الرومانية وساهم في تمديد فترة وحدتها قبيل انقسامها إلى إمبراطورتين شرقية وغربية. يشير الباحثون أنه في أعقاب انهيار الإمبراطورية الرومانية الغربية عام 476 كانت الممالك القوطية في ألمانيا بالمجمل أريوسية، غير أن معظم السكان العاديين ليسوا بأريوسيين بل من الموالين لمجمع نيقية في حين حصرت الأريوسية كدين النخبة الحاكمة. العديد من الباحثين يرون أن الأريوسية الجرمانية بحد ذاتها إستراتيجية تم اتباعها من أجل التفريق بين النخبة الجرمانية والسكان المحليين وثقافتهم، وكذلك للحفاظ على هوية النخبة الجرمانية في مجموعة منفصلة، إذ أن أغلب المناطق التي فتحها الجرمانيون لم تقطنها شعوب جرمانية. وبشكل عام فقد كانت هذه النخب الأريوسية متسامحة مع عموم الرعايا على اختلافهم، رغم أن التاريخ يذكر عددًا من الملوك المتعاقبين الذين حاولوا فرض عقيدتهم على عموم الشعب، ونفي رجال الدين المعتنقين لعقيدة مجمع نيقية وتدمير الأديرة إلى جانب ممارسة الاضطهادات على الوثنيين بهدف تحويلهم إلى الأريوسية. الملك الأريوسي كلوفيس الأول تحول إلى الكنيسة الرومانية الكاثوليكية خلال القرن السابع وتبعته نخب مملكته والمعتنقين للأريوسية من مواطنيه، وتوالت بعده عمليات الانضمام حتى اختفت الأريوسية تمامًا أوائل القرن الثامن، في حين اعتبر كلوفيس أحد أبرز الشخصيات في الكنيسة الرومانية الكاثوليكية.
ورد ذكر هذا المذهب في كتاب الرّسول إلى» هِرَقل عظيم الرّوم« (أي الإمبراطور البيزنطي هراكليوس الأول) هرقل، الذي يدعوه فيه إلى الإسلام:
| أريوسية                           | بسم الله الرّحمن الرّحيم، من محمّد عبد الله ورسوله، إلى هرقل عظيم الرّوم، سَلامٌ على من اتّبع الهُدى، أمّا بعدُ: فإني أدعوك بدعاية الإسلام: أسلِمْ تَسلمْ، يُؤتِك الله أجرَك مرّتين، فإن تولّيتَ، فإنّ عليك إثمَ الأريسيِّين | أريوسية |
| — كتاب الرّسول إلى هِرَقل عظيم الرّوم | |         |

## الأريوسية في هذا العصر
جماعة شهود يهوه في عصرنا، تستخدم ذات الأفكار التي استخدمها أريوس قديمًا، بل يستخدمون نفس المقاطع الكتابية، وينادون بأن المسيح ليس هو الله، بل رئيس الملائكة، وهو ليس واحد مع الله في الجوهر، لكنه مخلوق من مخلوقات الله، فهو بكر خلائق الله.